# James Yancy Callahan

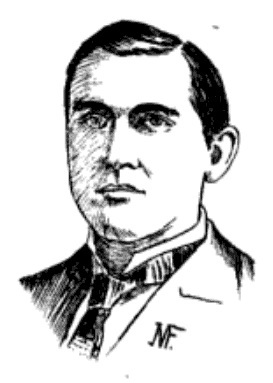
James Yancy Callahan

James Yancy Callahan (* 19. Dezember 1852 bei Salem, Dent County, Missouri; † 3. Mai 1935 in Enid, Oklahoma) war ein US-amerikanischer Politiker. Zwischen 1897 und 1899 vertrat er das Oklahoma-Territorium als Delegierter im US-Repräsentantenhaus.

## Werdegang
James Callahan besuchte die öffentlichen Schulen seiner Heimat und arbeitete auf einer Farm. Im Jahr 1880 wurde er Geistlicher der Methodistenkirche und war in der Landwirtschaft tätig. Außerdem betrieb er eine Sägemühle und engagierte sich im Bergbau. Im Jahr 1885 zog er in das Stanton County in Kansas, wo er zwischen 1886 und 1889 Grundbuchbeamter war. Danach kehrte er kurzzeitig nach Missouri zurück, ehe er 1892 in das Oklahoma-Territorium zog. Dort ließ er sich in der Nähe des Ortes Kingfisher im Kingfisher County nieder, wo er ebenfalls in der Landwirtschaft tätig wurde.
Als Kandidat der Freisilber-Bewegung wurde Callahan 1896 zum Delegierten des Oklahoma-Territoriums im US-Repräsentantenhaus gewählt. Dort trat er am 4. März 1897 die Nachfolge von Dennis Thomas Flynn an. Bis zum 3. März 1899 konnte er eine Legislaturperiode im Kongress absolvieren. Im Jahr 1898 kandidierte er nicht erneut und sein Sitz fiel wieder an Flynn. Nach dem Ende seiner Zeit im Kongress gab Callahan bis 1913 die Zeitung „Jacksonian“ in Enid heraus. Aus gesundheitlichen Gründen zog er sich 1913 in den Ruhestand zurück. James Callahan starb im Jahr 1935 in Enid und wurde dort auch beigesetzt.